# 赫莎冰原島峰
65°9′S 59°59′W / 65.150°S 59.983°W
赫莎冰原島峰（英語：Hertha Nunatak）是南極洲的冰原島峰，位於葛拉漢地的奧斯卡二世海岸，處於卡斯托冰原島峰西北面2公里，在1893年12月被發現和繪入地圖，現時由南極條約體系管理。